# فضول هارا
فضول هارا (به لاتین: Nosy Hara) یک جزیره در ماداگاسکار است که در ماداگاسکار واقع شده‌است.
 فضول هارا  ۰ نفر جمعیت دارد و ۱۰۴ متر بالاتر از سطح دریا واقع شده‌است.